# Sonhis
Sonhis je bio vrlo učeni egipatski svećenik koji je u vrijeme Solonove posjete Egiptu bio pisar u hramu u Saisu, nekoć važnom gradu u zapadnom području Delte. 
Nosio je titulu Pet-en-Neit, što znači "Nebo Neita". Živio je i djelovao u VII/VI. stoljeću pr. Kr. Bio je vrstan poznavatelj povijesti i mnogih drevnih spisa. Plutarh u "Izidi i Ozirisu", glava 10, spominje da je Solon prilikom svog boravka u Saisu pohodio njegova predavanja.